# Octave Landas
Octave Eugène Landas (Kuurne, 10 juni 1857 - Kortrijk, 30 mei 1929) was een Belgisch senator.

## Levensloop
Landas trouwde in 1887 met Marie-Jeanne van de Walle (1867-1936), uit een Brugse advocatenfamilie en afstammelinge van de familie Donny. Hij promoveerde tot doctor in de rechten en vestigde zich als advocaat in Kortrijk.
Van 1887 tot 1902 was hij gemeenteraadslid van Kortrijk. In 1890 werd hij verkozen tot provincieraadslid en bleef dit tot in 1925. In 1902 werd hij verkozen tot lid van de bestendige deputatie van West-Vlaanderen en bleef dit tot in december 1921.
Op 29 november 1918 werd Landas katholiek senator voor het arrondissement Kortrijk in opvolging van de een maand eerder overleden Ernest Fraeys de Veubeke. Hij bleef dit mandaat slechts vervullen tot aan de eerstvolgende wetgevende verkiezingen in 1919. Er is geen duidelijkheid of hij dit mandaat ook daadwerkelijk vervulde en of hij hierdoor tijdelijk verzaakte aan zijn mandaten van provincieraadslid en bestendig afgevaardigde. Het blijkt alvast dat hij na de Bevrijding aan alle debatten in de provincieraad bleef deelnemen, zodat hij wellicht het mandaat van senator niet aanvaardde.
Hij was verder:
- voorzitter van de Tooneelkundige Kring;
- voorzitter van het Bureel van Weldadigheid van Kortrijk;
- bestuurslid van de stedelijke muziekschool van Kortrijk.